# Масловопристанское сельское поселение
Масловопри́станское се́льское поселе́ние — упразднённое муниципальное образование в Шебекинском районе Белгородской области.
Административный центр — посёлок Маслова Пристань.
19 апреля 2018 года упразднено при преобразовании Шебекинского района в Шебекинский городской округ.

## История
20 декабря 2004 года в соответствии с Законом Белгородской области № 159 было образовано городское поселение «Посёлок Маслова Пристань». 4 марта 2005 года в соответствии с Законом Белгородской области № 171 преобразовано в Масловопристанское сельское поселение.

## Население
| 2010  | 2011  | 2012  | 2013  | 2014  | 2015  | 2016  |
| ----- | ----- | ----- | ----- | ----- | ----- | ----- |
| 7080  | ↘7074 | ↗7088 | ↗7128 | ↗7153 | ↘7137 | ↗7284 |
| 2017  | 2018  |       |       |       |       |       |
| ↗7336 | ↗7348 |       |       |       |       |       |

## Состав сельского поселения
| № | Населённый пункт | Тип населённого пункта          | Население |
| - | ---------------- | ------------------------------- | --------- |
| 1 | Батрацкая Дача   | посёлок                         | ↗526      |
| 2 | Гремячий         | хутор                           | ↗41       |
| 3 | Маслова Пристань | посёлок, административный центр | ↘5916     |
| 4 | Поляна           | посёлок                         | ↘208      |
| 5 | Ржавец           | хутор                           | ↗486      |